# Mikroökonomie

Die Angebots- und Nachfragekurve im Modell. Supply (S) heißt Angebot, demand (D) Nachfrage.

Die Mikroökonomie ( μικρός mikrós, deutsch ‚klein‘, οἶκος oíkos ‚Haus‘ und -nomie), auch Mikroökonomik oder Mikrotheorie, ist ein Bereich der Wirtschaftswissenschaft. Im deutschsprachigen Kontext wird die Mikroökonomie zur Volkswirtschaftslehre gezählt. 
Ihr Gegenstand ist das wirtschaftliche Verhalten einzelner Wirtschaftssubjekte (Haushalte und Unternehmen). Sie analysiert Entscheidungsprobleme und Koordinationsvorgänge, die aufgrund der Arbeitsteiligkeit des Produktionsprozesses notwendig werden, und die Allokation knapper Ressourcen und Gütern durch den Marktmechanismus. Insbesondere untersucht die Mikroökonomie Märkte, in denen Güter und Dienstleistungen gekauft und verkauft werden. Neben den Akteuren auf diesen Märkten werden auch die Marktstrukturen (Monopol, Oligopol, Polypol) berücksichtigt und die jeweiligen institutionellen Rahmenbedingungen. Ein zentrales Konzept ist das Marktgleichgewicht, welches sich durch die Preisbildung einstellt.
Das zweite wichtige Teilgebiet der Wirtschaftswissenschaft ist die Makroökonomie. Im Gegensatz zur Mikroökonomie arbeitet die Makroökonomie mit aggregierten Größen, also zum Beispiel mit dem Gesamteinkommen aller Haushalte. Mikroökonomische Aussagen lassen sich nicht ohne Weiteres zu makroökonomisch sinnvollen Aussagen zusammenfassen, was die Denkrichtung von der Einzel- zur Gesamtwirtschaft darstellt. Jedoch lassen sich viele makroökonomische Modellprämissen mikroökonomisch begründen. Der Fachterminus für die Vorgehensweise lautet Mikrofundierung.

## Geschichte

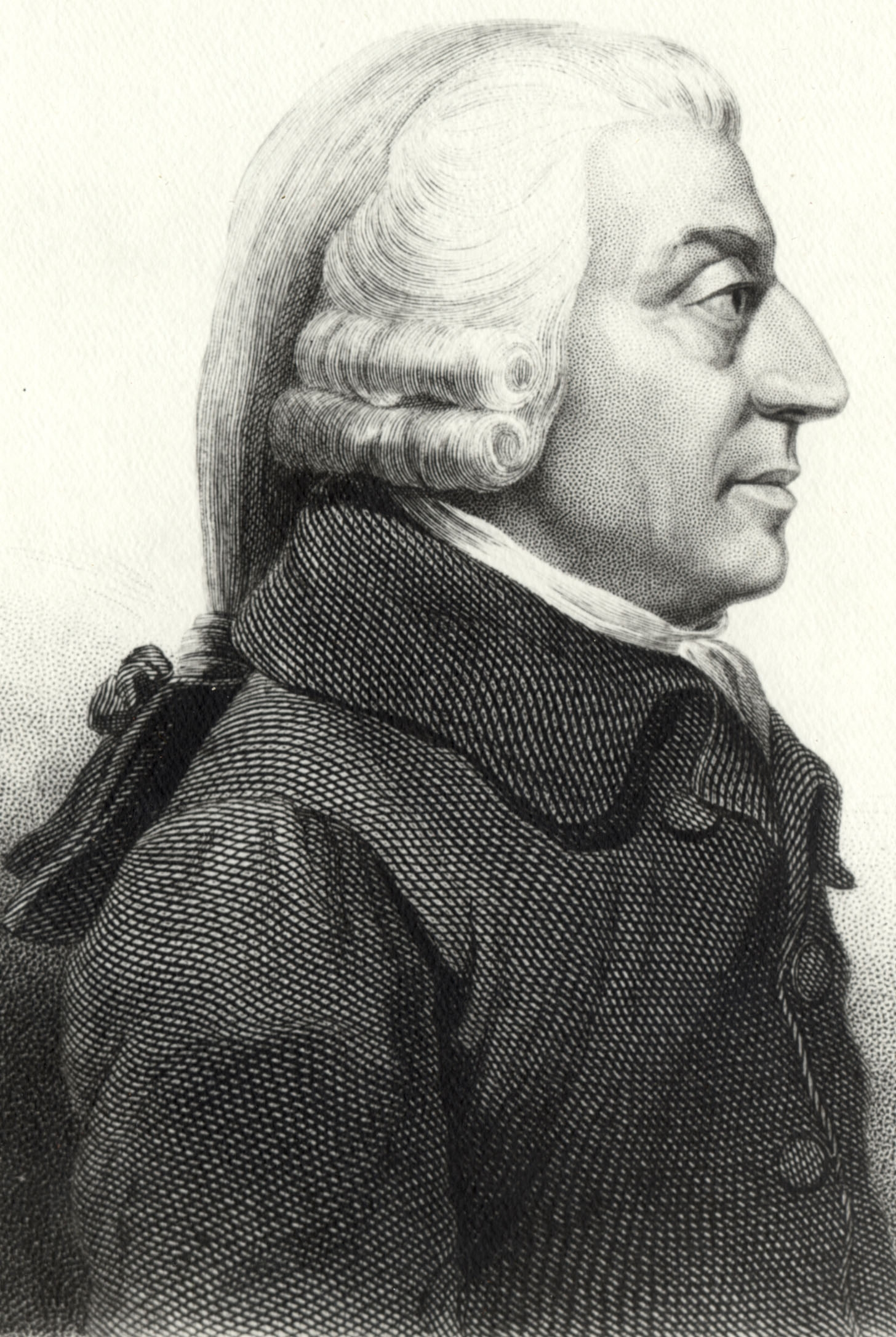
Adam Smith (1787)

Zumeist wird Adam Smith als Begründer der Mikroökonomie (bzw. der klassischen Nationalökonomie) genannt. In seinem Werk Der Wohlstand der Nationen (1776) untersucht er u. a. Vor- und Nachteile des Marktmechanismus. Vor allem entdeckte er, wie aus individuellem Eigennutz volkswirtschaftlicher Nutzen entstehen kann.
Ende des 19. Jahrhunderts setzte mit der Grenznutzenschule die Mathematisierung der ökonomischen Analyse ein, in deren Folge sich die Ökonomik auf quantifizierbare Phänomene (Mengen und Preise) konzentrierte und die „Wirtschaftswissenschaft“ so verengte, dass danach das Verhalten von Anbietern und Nachfragern auf Märkten im Mittelpunkt wissenschaftlicher Analysen stand.
Seit den 1950er Jahren erweiterte die Ökonomik kontinuierlich ihr Anwendungsgebiet. Durch Gary S. Becker wurden viele neue Bereiche der ökonomischen Analyse unterworfen, etwa aus Politik, Recht, Familie, Organisation oder Geschichte.

## Teilgebiete
Zunächst sollen die klassischen Bereiche der Mikroökonomie betrachtet werden. Manche Autoren unterscheiden zwischen Mikroökonomik als Wissenschaft und Mikroökonomie als deren Untersuchungsgegenstand.

### Haushaltstheorie
Die Haushaltstheorie beschäftigt sich mit der Nachfrageseite auf dem Gütermarkt. Wichtiger Untersuchungsgegenstand ist hier der Nutzen, den ein Nachfrager durch den Warenkorb, die Menge aller Güter, die er in einer bestimmten Periode kauft, hat. Dafür spielen Präferenzrelationen und Konvexitätsannahmen eine wichtige Rolle. Für die Betrachtung von Präferenzrelationen sind insbesondere die Transitivitätsannahme und die Vollständigkeitsannahme von Präferenzen wichtig. Durch die Annahmen über einen rationalen Akteur lassen sich Indifferenzkurven beschreiben.

### Produktionstheorie
Demgegenüber steht die Produktionstheorie, die sich mit der Angebotsseite des Güter- und Arbeitsmarktes beschäftigt. Ausgehend von einer gegebenen Produktionsfunktion, die das Verhältnis von Input- zu Outputfaktoren angibt, wird untersucht, welche Produktionsmengen mit welchen Inputfaktoren produziert werden sollen. Dabei ist der Inputfaktor Arbeit in kurzer Frist der einzige variable Produktionsfaktor, da üblicherweise der Kapitalstock und andere Einflussfaktoren wie die Betriebsgröße als konstant angenommen werden.

### Preistheorie
Die Preistheorie untersucht die Preisbildung als Ergebnis des Aufeinandertreffens von Angebot und Nachfrage auf Märkten unter unterschiedlichen Wettbewerbsformen sowie die Bedingungen für Erreichen und Stabilität eines Marktgleichgewichts.
In der Lehre an Universitäten hat die neoklassische Mikroökonomie besondere Bedeutung. Diese arbeitet ebenso wie die anderen Teilgebiete der Mikroökonomie mit mathematischen Modellen.

### Neuere Ansätze und angrenzende Disziplinen
Neben diesen drei grundlegenden Teilen (Haushaltstheorie, Produktionstheorie und Preistheorie) haben sich weitere Ansätze herausgebildet:
- In der Neuen Institutionenökonomik bzw. der Transaktionskostentheorie werden Faktoren wie asymmetrische Information, begrenzte Rationalität und Opportunismus berücksichtigt, um zu realitätsnäheren Annahmen zu gelangen.
- Die Spieltheorie erweitert die Mikroökonomie um die zeitlich aufeinander folgenden Interaktionen mehrerer Marktteilnehmer (strategisches Verhalten). In der Risikotheorie wird der Umgang mit statistischer Unsicherheit oder ungleicher Informationsverteilung betrachtet.
- Die Evolutionsökonomik untersucht im Unterschied zur neoklassischen Mikroökonomie nicht die Bildung von Marktgleichgewichten, sondern sie untersucht die Dynamik von Wirtschaftsprozessen.
- Die Experimentelle Ökonomik beschäftigt sich mit der experimentellen Überprüfung theoretischer Verhaltensannahmen der Mikroökonomie.
- Die Verhaltensökonomik sucht Erklärungen für Verhalten, das der Annahme des rationalen Nutzenmaximierers widerspricht.
- Die Mikroökonometrie bedient sich Methoden der Ökonometrie und befasst sich mit der quantitativen, in der Regel empirischen Untersuchung des mikroökonomischen Wirtschaftsgeschehens. Hierbei werden mathematische Methoden der Statistik und Stochastik verwendet und Testhypothesen abgegeben. Das makroökonomische Pendant ist die Makroökonometrie.

## Modellannahmen
In der Mikroökonomie werden, wie in der Volkswirtschaftslehre allgemein, oftmals abstrakte Modelle benutzt. Das hat den Vorteil, dass auf diese Weise konkrete Fragestellungen für die geistige Durchdringung beherrschbar gemacht werden. Dabei gibt es nur wenige fundamentale Annahmen, die überall in der Ökonomie gelten.
Gelten beispielsweise die Bedingungen nach Jevons’ Gesetz (z. B. es gibt keine räumlichen oder zeitlichen Entfernungen), spricht man von vollkommenen Märkten. Diese sind ein theoretisches Modell mit ganz speziellen restriktiven Annahmen. Auf einem vollkommenen Markt gibt es beispielsweise keine Arbitragemöglichkeiten, so dass Angebot und Nachfrage in einem gemeinsamen Punkt, dem Marktgleichgewicht, aufeinandertreffen. Restriktive Annahmen wie der vollkommene Markt, vollständige Information oder die Rationalität des Homo oeconomicus können aber aufgegeben werden, verlangen allerdings dementsprechend komplexere Modellierung.
Die Suche nach der optimalen Vereinfachung und Modellbildung ist ein typisches mikroökonomisches Problem: auf der einen Seite stehen die Kosten in Form von Realitätsferne, auf der anderen steht der Nutzen der Vereinfachung. Ein größeres Maß an Vereinfachung ist eben leider mit größerer Realitätsferne verbunden. Auch Vereinfachung ist ein knappes Gut.
Geht es zunächst um die Frage, wie Märkte funktionieren, wird man erst einmal die Funktionsweise eines einzelnen Marktes betrachten. Soll das Zusammenspiel vieler oder aller Märkte gleichzeitig betrachtet werden (Interdependenz), spricht man von der Theorie des Allgemeinen Gleichgewichts (Allgemeines Gleichgewichtsmodell).

### Neoklassik
Insbesondere die vorherrschende neoklassische Wirtschaftstheorie hat einige Standardannahmen:
- Homo oeconomicus: Annahme individuell rationalen Verhaltens (Vorliegen einer vollständigen Präferenzordnung, Transitivität der Präferenzen)
- Haushalte: Streben nach Nutzenmaximierung
- Unternehmen: Streben nach Gewinnmaximierung
- Vollkommener Markt (nicht unbedingt Polypol)
- Vollständige Information
- Grenzproduktivitätsprinzip der Arbeit
- Keine Externalitäten

### Andere Perspektiven
Bereits im 19. Jahrhundert wies Gustav von Schmoller darauf hin, die Erkenntnisse der Psychologie müssten in den Wirtschaftswissenschaften stärkere Berücksichtigung finden. Vertreter der Verhaltensökonomik gehen beispielsweise von einem anderen Menschenbild aus. Hierbei wird auch eine begrenzte Rationalität bei den Handelnden unterstellt. Die Nobelpreisträger des Jahres 2002 Daniel Kahneman und Vernon L. Smith haben der verhaltenstheoretischen Forschung in jüngster Vergangenheit Anerkennung eingebracht. Ein weiterer wesentlicher Bestandteil der Verhaltensökonomik ist die Prospect Theory (Neue Erwartungstheorie), die eine psychologisch realistischere Alternative zu der Erwartungsnutzentheorie darstellt.

## Untersuchungsmethoden
Es gibt zwei klassische Methoden wirtschafts- und sozialwissenschaftlicher Untersuchungen:

### Partialanalyse
Bei der Partialanalyse wird untersucht, wie das einzelne Wirtschaftssubjekt (Haushalt oder Unternehmen) sich in den über Märkte vermittelten Tauschprozess einfügt (Haushaltstheorie und Theorie der Unternehmung) bzw. wie solche Wirtschaftssubjekte auf einem einzelnen Produktmarkt zusammenwirken. Bei der Partialanalyse wird notwendigerweise von der Ceteris-Paribus-Annahme Gebrauch gemacht.

### Totalanalyse
Bei der Totalanalyse wird das simultane Zusammenwirken aller am Wirtschaftsprozess beteiligten Wirtschaftssubjekte betrachtet (vgl. Allgemeines Gleichgewichtsmodell).
Sowohl bei der Partial- als auch bei der Totalanalyse steht die Rolle der Preise und des Preissystems im Zentrum der Überlegungen (Preistheorie).